# Orthoceratium sabulosum
Orthoceratium sabulosum är en tvåvingeart som först beskrevs av Becker 1907.  Orthoceratium sabulosum ingår i släktet Orthoceratium och familjen styltflugor. Inga underarter finns listade i Catalogue of Life.